# Pizzo Paglia
Pizzo Paglia – szczyt w Alpach Lepontyńskich, części Alp Zachodnich. Leży w Szwajcarii w kantonie Gryzonia, blisko granicy z Włochami. Należy do podgrupy Alpy Adula. Można go zdobyć ze schroniska  Rifugio Alp di Portola (2004 m).